# Circondario del Meclemburgo-Strelitz
Il circondario del Meclemburgo-Strelitz (in tedesco: Landkreis Mecklenburg-Strelitz) era un circondario del Land tedesco del Meclemburgo-Pomerania Anteriore. Esistette dal 1994 al 2011.

## Storia
Il circondario fu creato nel 1994.
Il 4 settembre 2011 fu fuso con la città extracircondariale di Neubrandenburg, il circondario rurale della Müritz, più parte del circondario di Demmin, formando il nuovo circondario della Mecklenburgische Seenplatte.

## Geografia antropica
Al momento dello scioglimento, il circondario si componeva di due comuni extracomunitari (Amtsfreie Gemeinden) e sei comunità (Ämter), che raggruppavano complessivamente 6 città e 48 comuni.

### Comuni extracomunitari (Amtsfreie Gemeinden)
1. Feldberger Seenlandschaft (Sede: Feldberg), Città * (4.956)
2. Neustrelitz, Città * (22.152)

### Comunità (Ämter)
sede del capoluogo *
| - 1. Friedland 1. Datzetal (978) 2. Eichhorst (555) 2014 in Friedland 3. Friedland, Città * (7.251) 4. Galenbeck (1.444) 5. Genzkow (167) 2014 in Friedland 6. Glienke (139) 2014 in Friedland - 2. Mecklenburgische Kleinseenplatte 1. Mirow, Città * (3.666) 2. Priepert (304) 2014 in Mirow 3. Roggentin (729) 2014 in Mirow 4. Wesenberg, Città (3.249) 2014 in Mirow 5. Wustrow (727) 2014 in Mirow | - 3. Neustrelitz-Land (Sede: Neustrelitz) 1. Blankensee (1.907) 2. Blumenholz (858) 3. Carpin (989) 4. Godendorf (240) 2014 in Neustrelitz 5. Grünow (331) 2014 in Neustrelitz 6. Hohenzieritz (553) 2014 in Neustrelitz 7. Klein Vielen (775) 2014 in Neustrelitz 8. Kratzeburg (527) 2014 in Neustrelitz 9. Möllenbeck (775) 2014 in Neustrelitz 10. Userin (718) 2014 in Neustrelitz 11. Wokuhl-Dabelow (589) - 4. Neverin 1. Beseritz (160) 2014 in Neubrandeburg 2. Blankenhof (722) 2014 in Neubrandeburg 3. Brunn (1.191) 2014 in Neubrandeburg 4. Neddemin (344) 2014 in Neubrandeburg 5. Neuenkirchen (1.238) 2014 in Neubrandeburg 6. Neverin * (1.172) 2014 in Neubrandeburg 7. Sponholz (836) 2014 in Neubrandeburg 8. Staven (513) 2014 in Neubrandeburg 9. Trollenhagen (982) 2014 in Neubrandeburg 10. Woggersin (559) 2014 in Neubrandeburg 11. Wulkenzin (1.571) 2014 in Neubrandeburg 12. Zirzow (342) 2014 in Neubrandeburg | - 5. Stargarder Land 1. Burg Stargard, Città * (4.524) 2. Cammin (322) 2014 in Burg Stargard 3. Cölpin (882) 2014 in Burg Stargard 4. Groß Nemerow (1.309) 2014 in Burg Stargard 5. Holldorf (847) 2014 in Burg Stargard 6. Lindetal (1.364) 7. Pragsdorf (530) 2014 in Burg Stargard - 6. Woldegk 1. Groß Miltzow (1.269) 2. Helpt (402) 2014 in Groß Miltzow 3. Kublank (207) 2014 in Woldegk 4. Mildenitz (557) 2014 in Woldegk 5. Neetzka (295) 2014 in Woldegk 6. Petersdorf (164) 2014 in Woldegk 7. Schönbeck (465) 2014 in Woldegk 8. Schönhausen (288) 2014 in Woldegk 9. Voigtsdorf (109) 2014 in Woldegk 10. Woldegk, Città * (4.061) |